# Ligne de Kavassila à Kyllini
La ligne de Kavásila à Kyllíni (en grec moderne : γραμμή Καβασίλων - Κυλλήνης) est une ligne ferroviaire secondaire grecque à voie unique et à écartement métrique reliant la petite ville de Kavásila au village maritime de Kyllíni. Elle est située intégralement dans le district régional d'Élide, sur la côte ouest du Péloponnèse, dans la périphérie de Grèce-Occidentale. Fermée définitivement au trafic en janvier 1997, elle est actuellement partiellement déferrée.

## Histoire
La ligne, d'une longueur de 16,5 km, fut inaugurée en 1891 et desservit les habitants de la région et les touristes pendant 106 ans. Depuis le début de 1997 elle n'est plus exploitée en raison du faible trafic voyageurs et de sa vétusté. La ligne pendant son fonctionnement n'avait jamais vu de véritable renouvellement de son infrastructure et donc la vitesse limite ne dépassait pas le 40 km/h résultant ainsi en un temps de parcours de 34 minutes pour seulement 16,5 km. Dès lors, bien que désaffectée la ligne est partiellement déferrée mais elle n'est pas encore déclassée. Elle sert notamment pour le stockage du vieux matériel entre les gares de Kavassila et de Vartholomio. Entre autres la ligne comportait au PK 6,1, dans la gare de Vartholomio (en grec: Βαρθολομιό), une bifurcation longue de 11 km vers la commune de Loutra Kyllinis (en grec: Λουτρά Κυλλήνης) qui fut ouverte en juin 1892 et fut fermée et déclassée en 1969.

## Tracé et stations
Le tracé de la ligne se caractérise par de grandes sections de ligne droite et par le peu de pentes importantes du fait qu'elle parcourt les plaines de l'Élide. Elle comporte trois gares aujourd'hui abandonnées. La première est celle de Kavassila au PK 64,555 de la ligne de Patras à Pyrgos (en grec: γραμμή Πάτρας - Πύργου), comportant quatre voies dont les deux premières donnaient accès à la ligne de Kyllini. La deuxième se situe au PK 5,985 et possède trois voies dont la troisième se dirigeait vers la bifurcation vers Loutra Kyllinis. La dernière gare de la ligne se trouve dans la commune de Kyllini, comporte trois voies et deux voies de garage en impasse. Au-delà la ligne se prolongeait de 600 m pour atteindre le port de Kyllini.

## Matériel roulant
Des locomotives à vapeur étaient affectées sur cette ligne depuis la mise en exploitation jusqu'à la fin de la traction à vapeur au Péloponnèse vers la fin des années 1970. Pendant les années 1980 des autorails monocaisses de la série 2101 et les bicaisses de la série 4201 datant de 1937 y ont été utilisés. Après leur retrait en 1986, les autorails à trois caisses de la série 6001 leur ont succédé mais ceux-ci, en raison de leur âge, présentaient souvent des avaries et des suppressions de certains trains étaient un phénomène quasi quotidien. En répercussion ils se sont remplacés en été de 1994 d'abord par des autorails à bicaisses de la série 6521 et ensuite par des autorails à trois caisses de la série 6461. Cependant, en raison de manque du matériel roulant, les derniers trains sur la ligne durant l'hiver 1996-1997, étaient composés d'un locotracteur diesel de la série 9401 tractant une ou deux voitures.

## Exploitation
Jusqu'au milieu des années 1980 la ligne voyait circuler quotidiennement jusqu'à 8 paires de trains. Depuis l'hiver de 1990 en raison du faible trafic durant la période hivernale, mais aussi en raison de l'indisponibilité du matériel roulant le service s'est limité à la période estivale (juin-septembre). 
Durant l'été de 1994 et de 1995 le service bien qu'il apparût standard dans les gares dans les fiches horaires, était en fait erratique. Les trains circulaient s'il y avait une disponibilité du matériel. En conséquence, la clientèle s'est dramatiquement réduite.
En été 1996 à cause d'un manque important de matériel roulant le service fut provisoirement suspendu et reprit en septembre 1996 pour être définitivement supprimé fin décembre 1996. 
À partir des années 1970 quelques itinéraires de trains furent prolongés de la gare de Kyllini jusqu'au port de la commune pour desservir les voyageurs de rouliers vers et à partir des îles de Zante et de Céphalonie.